# Lobelville
Lobelville és una població dels Estats Units a l'estat de Tennessee. Segons el cens del 2000 tenia 915 habitants.

## Demografia
Segons el cens del 2000, Lobelville tenia 915 habitants, 400 habitatges, i 261 famílies. La densitat de població era de 89,7 habitants/km².
Dels 400 habitatges en un 30% hi vivien nens de menys de 18 anys, en un 48,5% hi vivien parelles casades, en un 12,5% dones solteres, i en un 34,8% no eren unitats familiars. En el 31,8% dels habitatges hi vivien persones soles el 17% de les quals corresponia a persones de 65 anys o més que vivien soles. El nombre mitjà de persones vivint en cada habitatge era de 2,29 i el nombre mitjà de persones que vivien en cada família era de 2,87.
Per edats la població es repartia de la següent manera: un 24,7% tenia menys de 18 anys, un 5,5% entre 18 i 24, un 27,5% entre 25 i 44, un 25,7% de 45 a 60 i un 16,6% 65 anys o més.
L'edat mediana era de 39 anys. Per cada 100 dones de 18 o més anys hi havia 84,7 homes.
La renda mediana per habitatge era de 26.193 $ i la renda mediana per família de 31.389 $. Els homes tenien una renda mediana de 28.750 $ mentre que les dones 21.683 $. La renda per capita de la població era de 15.549 $. Entorn del 14,3% de les famílies i el 19,8% de la població estaven per davall del llindar de pobresa.

## Poblacions més properes
El següent diagrama mostra les poblacions més properes.